# SLO DAB+ R3
| MOŽNA KRŠITEV AVTORSKIH PRAVIC |
| Besedilo, ki je bilo objavljeno tukaj, domnevno krši avtorske pravice naslednjega oz. naslednjih virov: https://digitalniradio.si/slisnost/omrezje-r3/ Stran je na seznamu avtorskopravno spornega gradiva. Prosimo, da je do nadaljnjega ne urejate. Če želite napisati nov članek, sledite povezavi na začasno podstran. Vedite, da preprosto predrugačenje avtorsko zavarovanega besedila ne zadostuje za izognitev kršitvam avtorskih pravic — članek je najbolje napisati na novo. Ko bo stanje avtorskih pravic jasno, bo vaš novi članek na svoje mesto prestavil kateri izmed administratorjev. |
| 1. Prosimo, da do nadaljnjega strani ne urejate. 2. Če ste imetnik avtorskih pravic do gradiva vi sami ali imate dovoljenje za njegovo uporabo v skladu z določili naše licence, vas prosimo, da to navedete na pogovorni strani te strani in pri navedku članka na strani Wikipedija:Težave z avtorskimi pravicami. 3. Ne poskušajte spornega gradiva objaviti znova, saj ga bomo odstranili. Članek bomo obnovili, če bomo ugotovili, da ima Wikipedija dovoljenje za objavo ali da je zgornji vir le kopija prejšnje vsebine članka (morda gre za zrcalo Wikipedije). 4. Če želite članek urejati, ga na novo napišite na začasni podstrani in nas na pogovorni strani te strani seznanite s tem. 5. Če stanje avtorskih pravic ne bo jasno v enem tednu, bo članek izbrisan. Če je kdo napisal nov članek, ga bomo nadomestili z njim. |
| - Objava avtorsko zavarovanega gradiva brez izrecnega dovoljenja imetnika avtorskih pravic je kršitev zakonov avtorskega prava in pravil Wikipedije. Uporabnikom, ki avtorsko gradivo objavljajo znova in znova, bomo nadaljnje urejanje morda prisiljeni preprečiti. Vedite pa, da tudi če gre tokrat resnično za kršitev avtorskih pravic, vse vaše izvirne prispevke še vedno sprejmemo z veseljem. - Prvotna objava je še vedno dostopna prek zgodovine strani. |
| Če ste stran kot mogočo kršitev avtorskih pravic pravkar označili vi sami, dodajte na dno strani Wikipedija:Težave z avtorskimi pravicami naslednjo vrstico: * {subst:članek-cv\|SLO DAB+ R3} iz [https://digitalniradio.si/slisnost/omrezje-r3/]. ~~~~ Na pogovorno stran uporabnika, ki je objavil skopirano vsebino, pa: {subst:prepisovanje\|pg=SLO DAB+ R3\|vir=https://digitalniradio.si/slisnost/omrezje-r3/ }. ~~~~ |

## Opis
Tretje slovensko DAB+ digitalno radijsko omrežje, poimenovano Multipleks “R3”, deluje na frekvenci 194,064 MHz (kanal 7D) in je dosegljivo na območju osrednje Slovenije (Ljubljana z okolico). Z njim upravlja RTV SLO OZ.
V tej izvedbi dosega cca. 7% pokritost prebivalcev Republike Slovenije. V prihodnje se bo omrežje lahko še širilo v skladu s predvidenim geografskim območjem pokrivanja ter zahtevami izdajateljev radijskih programov upoštevajoč rast števila DAB+ radijskih sprejemnikov.
Trenutna zasedenost DAB+ R3:  33,7% (292 CU) , prosto 66,3% (572 CU)   (podatek iz 2.4.2023)

### Povzetek
- DAB+ omrežje  R3
- operater: RTV SLO
- ime: “SLO DAB+ R3”
- področje pokrivanja: Ljubljana z okolico
- (start 14.4.2020)

## Programi[1]
|    | Ime programa     | Bitni pretok | Mono/Stereo | Zaščitno razmerje | Opomba           |
| -- | ---------------- | ------------ | ----------- | ----------------- | ---------------- |
| 1. | Radio Terminal   | 40kbps       | mono        | 3A                | start 18.1.2023  |
| 2. | Radio Energija   | 88kbps       | stereo      | 3A                | start 28.2.2023  |
| 3. | ENTER            | 88kbps       | stereo      | 3A                | start 31.3.2023  |
| 4. | Retro Radio      | 64kbps       | stereo      | 2A                | start 25.11.2022 |
| 5. | Radio 1 SLO HITI | 88kbps       | stereo      | 3A                | start 28.2.2023  |

## Oddajniki[2]
1. Ljubljana 3 - šance

## Zgodovina sprememb in dogodkov[3]
- 25.9.2020 z oddajanjem prične Radio Salomon
- 11.11. 2022 Radio Salomon se preimenuje v Best FM
- 25.11.2022 z oddajanjem prične Retro Radio
- 1.12.2022 z oddajanjem preneha Best FM (preseli se v omrežje R2W)
- 18.1.2023 z oddajanjem prične Radio Terminal
- 28.2.2023 z oddajanjem pričneta Radio Energija in Radio 1 Slovenske
- 31.3.2023 z oddajanjem prične Radio Enter

## DrugaDAB+ omrežja v Sloveniji
- SLO DAB+ R1
- SLO DAB+ R2
- SLO DAB+ R4
- SLO DAB+ R5

## Druge povezave
- Seznam slovenskih radijskih postaj